# David Jones
David Jones (Guelph, Ontario, Kanada, 10. kolovoza 1984.) kanadski je profesionalni hokejaš na ledu koji igra na poziciji desnog krila. Trenutačno je član Colorado Avalanchea koji se natječe u NHL-u.

## Karijera
Jones karijeru započinje 2001. godine u BCHL-u zaigravši za klub Coquitlam Express. Tu provodi tri sezone prikupivši 172 boda u 147 utakmica u regularnom dijelu sezona. Najbolji učinak u Coquitlamu ostvario je u svojoj posljednjoj sezoni u klubu prikupivši 93 boda, odnosno, 33 pogotka i 60 asistencija. 2004. godine odlazi na koledž Dartmouth gdje provodi tri sezone. U tom razdoblju igrajući za momčad Dartmouth Big Green, koja je član NCAA-a, prikuplja 92 boda u 100 odigranih utakmica u regularnom dijelu sezona. 2007. godine biva među finalistima za nagradu Hobey Baker.

### Colorado Avalanche (2007. - danas)
Na draftu 2003. godine u 9. krugu kao 288. izbor odabrao ga je Colorado Avalanche. S klubom potpisuje ugovor 2007. godine. Odmah biva poslan na kaljenje u AHL podružnicu Lake Erie Monsters. Međutim, iste sezone dobiva priliku u Avalanche te istu i dobro iskorištava. Naime, 20. prosinca 2007. godine Avalanche ga uvrštava na popis momčadi. Prvi pogodak i asistenciju u NHL-u postiže tek 11. ožujka 2008. godine u utakmici protiv Atlanta Thrashersa. U toj utakmici, koju je Avalanche dobio s 5 : 2, proglašen je prvim igračem utakmice s tri prikupljena boda (dvije asistencije i pogodak). Iako biva stalnim članom Avalanchea zbog brojnih manjih ozljeda, koje ga prate od samog dolaska u klub, ne uspijeva sezone odigrati u potpunosti. 28. studenog 2009. godine u utakmici protiv Minnesote Wilda u sudaru s Chuckom Kobasewom doživljava težak pad pri čemu ozljeđuje ligamente koljena. S tom ozljedom sezona 2009./10. za Jonesa je bila završena.

## Statistika karijere
Bilješka: OU = odigrane utakmice, G = gol, A = asistencija, Bod = bodovi, KM = kaznene minute
| 2003./04.       | Coquitlam Express   | BCHL            | 53 | 33 | 60 | 93 | 78 | 7  | 3 | 6 | 9 | 4 |
| 2004./05.       | Dartmouth Big Green | NCAA            | 34 | 9  | 5  | 14 | 26 | —  | — | — | — | — |
| 2005./06.       | Dartmouth Big Green | NCAA            | 33 | 17 | 17 | 34 | 38 | —  | — | — | — | — |
| 2006./07.       | Dartmouth Big Green | NCAA            | 33 | 18 | 26 | 44 | 22 | —  | — | — | — | — |
| 2007./08.       | Lake Erie Monsters  | AHL             | 45 | 14 | 16 | 30 | 16 | —  | — | — | — | — |
| 2007./08.       | Colorado Avalanche  | NHL             | 27 | 2  | 4  | 6  | 8  | 10 | 0 | 1 | 1 | 6 |
| 2008./09.       | Colorado Avalanche  | NHL             | 40 | 8  | 5  | 13 | 8  | —  | — | — | — | — |
| Sveukupno - NHL | Sveukupno - NHL     | Sveukupno - NHL | 67 | 10 | 9  | 19 | 16 | 10 | 0 | 1 | 1 | 6 |

## Vanjske poveznice
- Profil na NHL.com
- Profil na The Internet Hockey Database